# スタジオ・ビーアンドエム
株式会社スタジオ・ビーアンドエム（英称：STUDIO B&M）は、テレビ番組・コマーシャル・CGの編集技術（編集・MA）を行うポストプロダクションである。

## 会社概要

### 所在地
- 大阪市北区曽根崎新地2丁目6番12号

### 役員
- 代表取締役社長： 茨木壽男
- 取締役：茨木繁、柚山啓也
- 監査役：牧島一明

### 仕入先会社
- 三友株式会社
- 報映産業株式会社
- パナソニック株式会社
- 株式会社キュードス

## 所属スタッフ

### 技術部
編集
- 服部正樹
- 板野元秀
- 斉藤和宏
- 今西俊敬
- 加藤由宇
- 山口貴祐
- 大和安芸子
- 野地芳和

CG
- 井口和俊
- 堀口貴史

### MA
- 土松卓司
- 国広亮太
- 渡辺彩子

### 営業部
- 茨木繁（取締役）
- 島木幾久子
- 油谷美和子

### 総務部
- 宮崎倫子
- 松下なお

## 主な作品

### テレビ番組

#### 現在
- THE フィッシング（テレビ大阪）
- ちちんぷいぷい（MBS毎日放送）
- 水野真紀の魔法のレストラン（MBS毎日放送）
- たかじんのそこまで言って委員会（ytv）
- 園田・姫路競馬ダイジェスト（SUN-TV）
- 駅・旬彩（テレビ大阪）
- 冒険チュートリアル（関西テレビ）
- ごきげんライフスタイル よ〜いドン!「懐メロ年代別ランキング・あの頃ソングBEST3」（関西テレビ）

#### 過去
- 真珠の小箱（毎日放送）
- 彼女の部屋（関西テレビ）
- 2時ドキッ!（関西テレビ）
- ムハハnoたかじん（関西テレビ）
- やしきたかじんプロデュース（テレビ大阪）
- 鉄筋base（関西テレビ）
- プレシネ（関西テレビ）
- 炎上base（関西テレビ）
- 古代ロマン歴史の源流・出雲〜出雲大社の謎にせまる〜（山陰放送）
- 情熱★エンためファクトリー どっキング!!!（関西テレビ）

### CM
- 南海部品
- ダイエー
- 関西スーパーマーケット
- OPA
- ジェムケリー
- 日産プリンス兵庫販売
- Joshin
- 天下一品
- 大同門
- オリバーソース
- 積水ハウス
- オウミ住宅
- ダイワ精工
- 神戸新聞
- 百十四銀行
- 近畿日本鉄道
- 住之江競艇場
- 学習研究社

### CG
- THEフィッシング　タイトル
- プレシネ　タイトル